# 顔泉明
顔 泉明（がん せんめい、生没年不詳）は、唐代の人物。本貫は琅邪郡臨沂県。唐代の官吏・忠臣である顔杲卿の子で、顔季明・顔威明の兄。その清廉な行為は後世に称えられた。

## 経歴
孝行で節度があり、人の危機に喜んで助けに赴いたと伝わる。天宝14載（755年）、父の顔杲卿の命により、反乱を起こした安禄山に反抗するべく、真定県令の賈深、内丘県丞の張通幽、太原尹の王承業らとの連絡をはかった。至徳元載（756年）、捕らえた安禄山の武将の高邈・何千年と李欽湊の首を、翟万徳・賈深・張通幽らとともに長安に届けようと運んだが、太原にいた王承業にはばまれ、拘留された。王承業は張通幽と謀り、長安への手紙を書き換え、手柄を自分のものとし、顔杲卿への援軍を送らなかった。そのため、顔杲卿が守っていた常山は陥落し、顔杲卿と弟の顔季明は史思明らに捕らえられ処刑された。寿陽に移っていた顔泉明もまた、史思明に捕らえられ、幽州に送られた。
至徳2載（757年）、史思明の唐への帰順後に釈放される。乾元元年（758年）、蒲州刺史となっていた同族の顔真卿に命じられ、河北に散り散りになった彼の宗族を求めた。途中で、袁履謙や父の武将たちの妻子、奴隷が300人ほど、生活ができていなかった。そこで、金を全て与えた上で顔真卿に託した。顔真卿もまた、彼らを行きたいところへ送らせた。その後、洛陽にて顔杲卿とともに処刑された袁履謙の死体を棺へ収めて長安にて埋葬した。
粛宗によって、郫県県令に任じられる。政治は清明であり、盗賊を誅し、人情は安まったと伝えられる。成都尹によって、成績第一にあげられ、彭州司馬に昇進した。家は貧しく、居宅は質素で、乱などによって父母を亡くした孤児を100人ほど保護していた。自らは勤労のあまり飲まず食わずな時もあったが、怨み嘆くことを一度もしなかったという。

## エピソード
- 河北で自身の娘と姑の娘を見つけ、有り金をはたいて先に姑の娘を買い戻し、金をもってもどってきたが、その時には娘は所在不明となっていた。
- 顔杲卿と袁履謙の死体を棺桶にいれていた時、袁履謙の妻が棺桶や死体の衣があまりにも粗末なので、顔杲卿の分を確かめた。しかし、それが袁履謙のものと違いがなかったため感嘆し、顔泉明を父のように敬った。
- 常山にて、殺された弟の顔季明の遺骸をもって帰り、顔真卿とともに彼の鎮魂を行った。この時の祭文の草稿が顔真卿の書道作品のなかで評価の高い「祭姪文稿」である。

## 伝記資料
- 『旧唐書』巻百八十七下 列伝第百三十七下　忠義下「顔杲卿」伝
- 『新唐書』巻百九十二　 列伝第百十七　　　忠義中「顔杲卿」伝
- 『資治通鑑』